# Onorificenze di Tonga
Elenco delle onorificenze, degli ordini di merito e cavallereschi distribuiti dal regno di Tonga. Il sistema di precedenze degli ordini cavallereschi è attualmente strutturato sulla base di quello del Regno Unito a cui Tonga è stata per tempo affiliata.
A Tonga sono ammesse regolarmente anche tutte le onorificenze del Commonwealth.

## Ordini cavallereschi
Il Gran Maestro dell'ordine è il monarca di Tonga che assurge anche al ruolo di sovrano degli ordini ed ha assoluta precedenza su tutti i cavalieri di tutti gli ordini.
| Nastro | Onorificenza                                    |  |
| ------ | ----------------------------------------------- |  |
|        | Ordine di Pouono                                |  |
|        | Ordine del re George Tupou I (abolito)          |  |
|        | Ordine della regina Salote Tupou III            |  |
|        | Ordine della Corona                             |  |
|        | Reale e Militare Ordine di San Giorgio di Tonga |  |
|        | Ordine della Fenice                             |  |
|        | Ordine della Casata Reale di Tonga              |  |
|        | Reale Ordine di Oceania                         |  |

## Decorazioni di merito
| Nastro | Onorificenza                                             |  |
| ------ | -------------------------------------------------------- |  |
|        | Croce al merito                                          |  |
|        | Medaglia al merito militare di San Giorgio               |  |
|        | Tonga General Service Medal                              |  |
|        | Tonga Defence Services Long Service & Good Conduct Medal |  |
|        | Tonga Defence Services Meritorious Service Medal         |  |

### Medaglie di campagne
| Nastro | Onorificenza                           |  |
| ------ | -------------------------------------- |  |
|        | Medaglia della campagna in Iraq (2008) |  |

### Medaglie commemorative
| Nastro | Onorificenza                                                                  |  |
| ------ | ----------------------------------------------------------------------------- |  |
|        | Medaglia del 25º anniversario della fine della Seconda Guerra mondiale (1970) |  |

## Ordini reali famigliari
| Nastro | Onorificenza                                  |  |
| ------ | --------------------------------------------- |  |
|        | Ordine della famiglia reale di George Tupou V |  |

## Medaglie commemorative d'incoronazioni e giubilei
| Nastro | Onorificenza                                                  |  |
| ------ | ------------------------------------------------------------- |  |
|        | Medaglia del giubileo d'argento di Taufa’ahau Tupou IV (1992) |  |
|        | Medaglia dell'incoronazione di Re George Tupou V (2008)       |  |
|        | Medaglia dell'incoronazione di Re George Tupou VI (2015)      |  |